# フイハップ浜駅
フイハップ浜駅（フイハップはまえき）は、北海道（日高支庁）沙流郡門別町富川西（現・日高町富川西）にあった北海道旅客鉄道（JR北海道）日高本線の駅（廃駅）である。駅企画の団体旅客専用駅として開業した臨時駅である。

## 歴史
1989年（平成元年）8月27日を初回として、年に数回の大潮時に運行される潮干狩りの臨時列車に対応するため、夏から秋にかけて設置された。また、夏季に地引網体験などの観光客が利用した。

### 年表
- 1989年（平成元年）8月9日：臨時駅として開業[1]。
- 1993年（平成5年）9月24日：廃止[1]。

### 駅名の由来
「フイハップ」の名称はアイヌ語の「ウフイパㇷ゚（uhuypa-p）」（燃えた・処）が語源ではないかとされている。
付近の海岸の崖（現在のフイハップ岬）のかつての姿を現したものとされており、当地のアイヌの古老であった平賀サダモによれば、かつて灌木や笹が茂る以前は赤い土の崖であったことによるものとされている。

## 駅構造
単式ホーム1面1線を有する地上駅であり、無人駅であった。

## 駅周辺
- フイハップ海浜公園（キャンプ場）

## 隣の駅
北海道旅客鉄道（JR北海道）
日高本線
汐見駅 - （臨）フイハップ浜駅 - 富川駅